# Kirche Voigdehagen

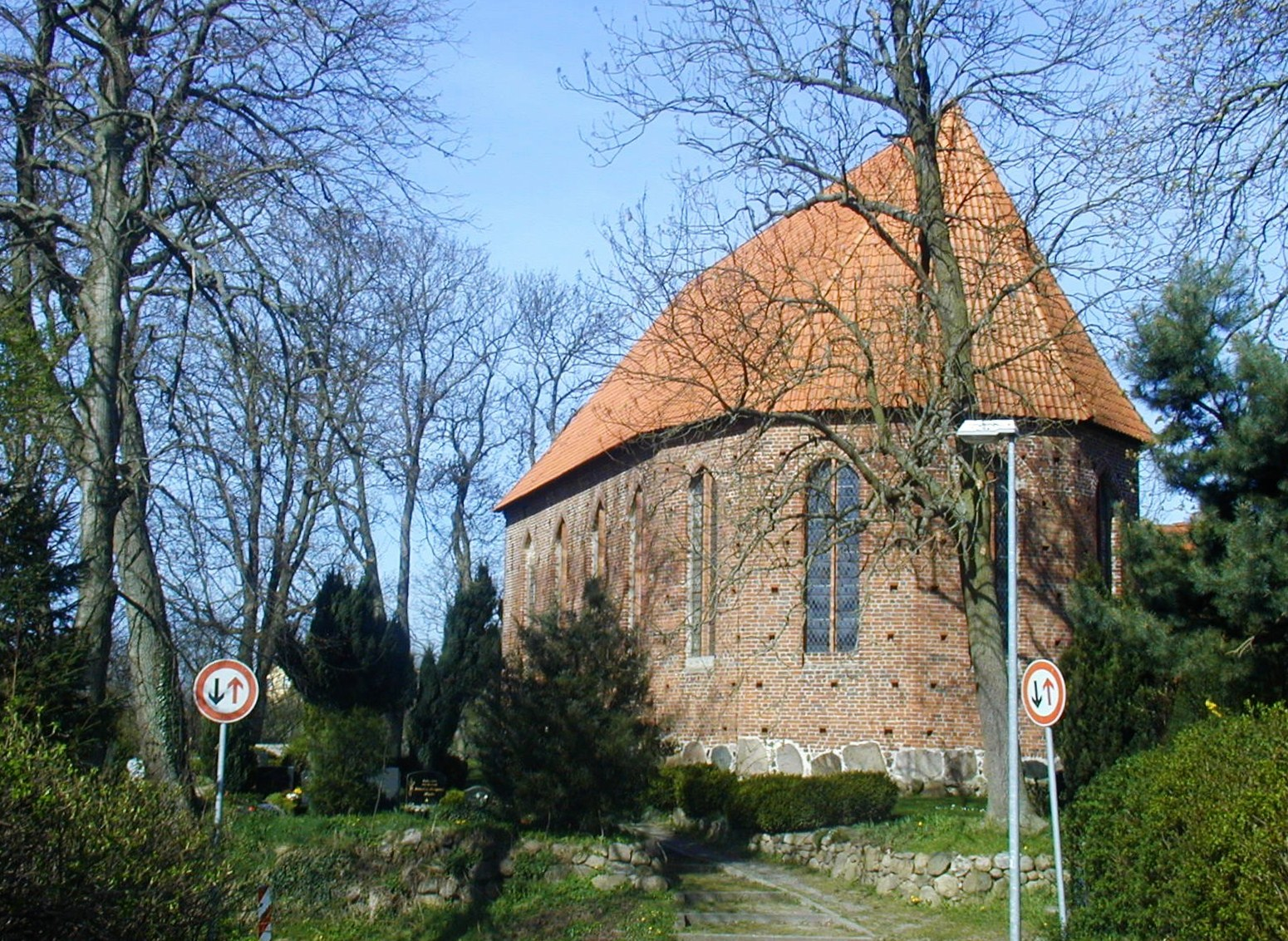
Kirche in Voigdehagen (Ostansicht)

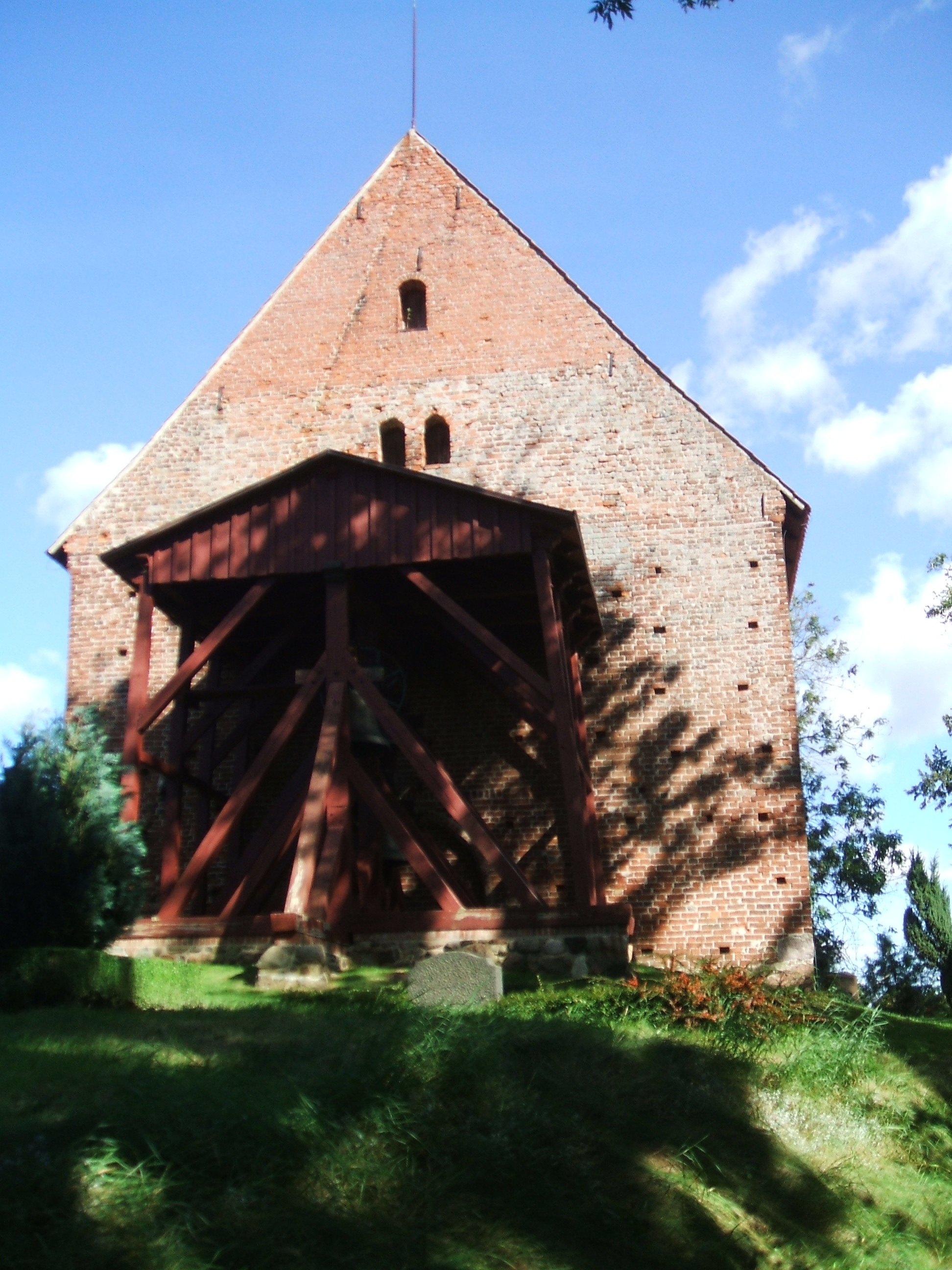
Dorfkirche in Voigdehagen (2007)

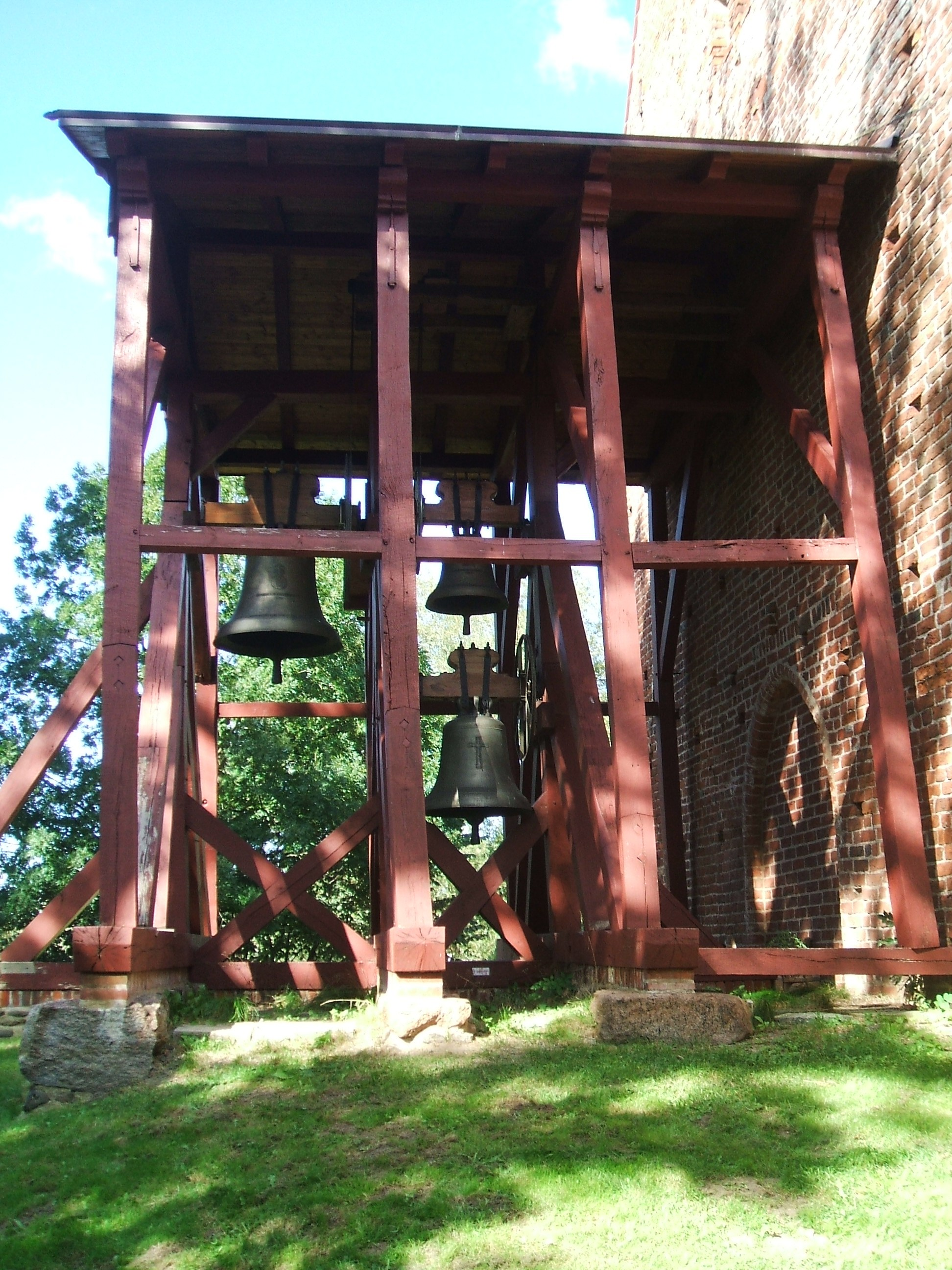
Glockenturm der Kirche (2007)

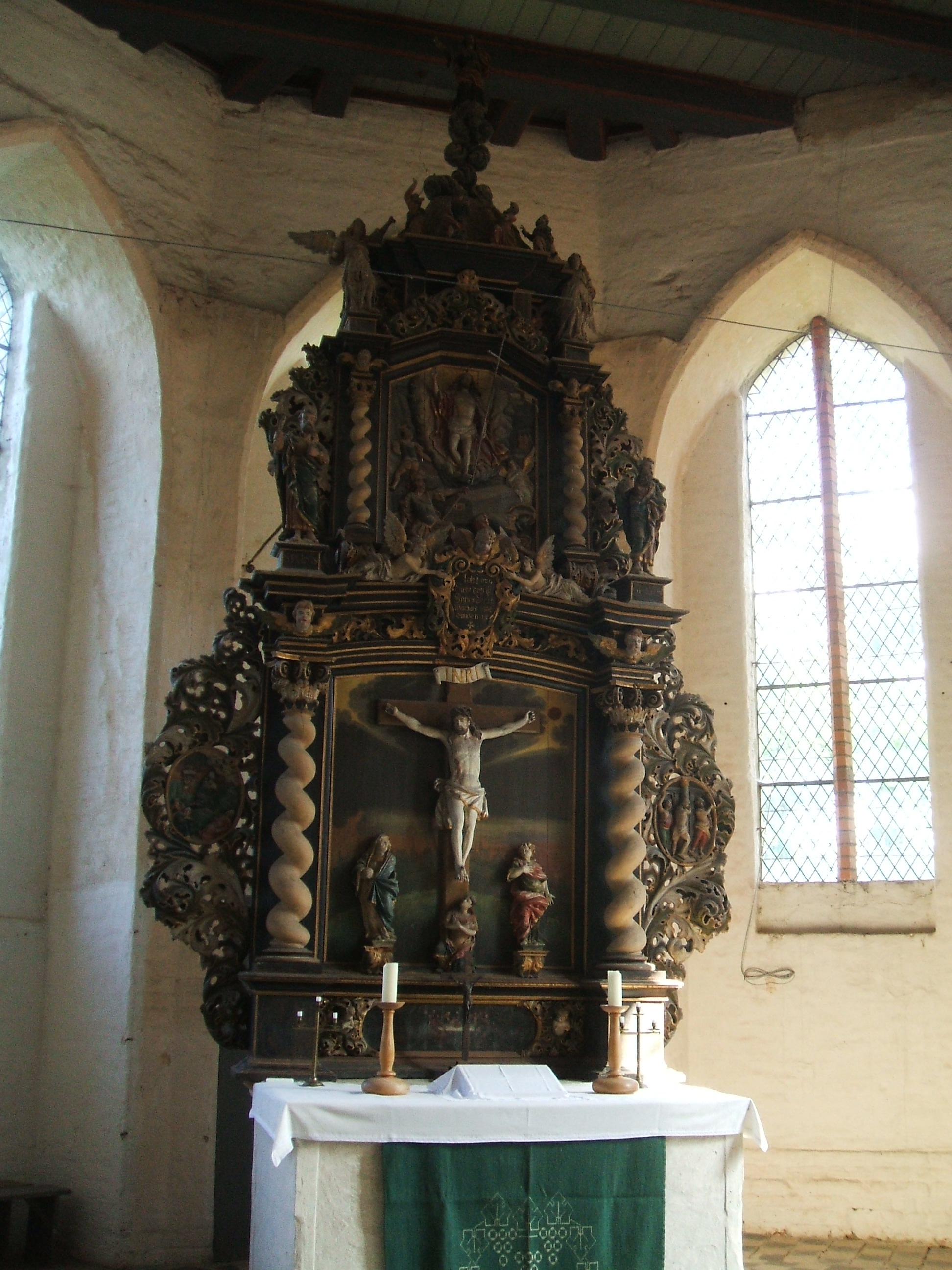
Altar von 1698 (2007)

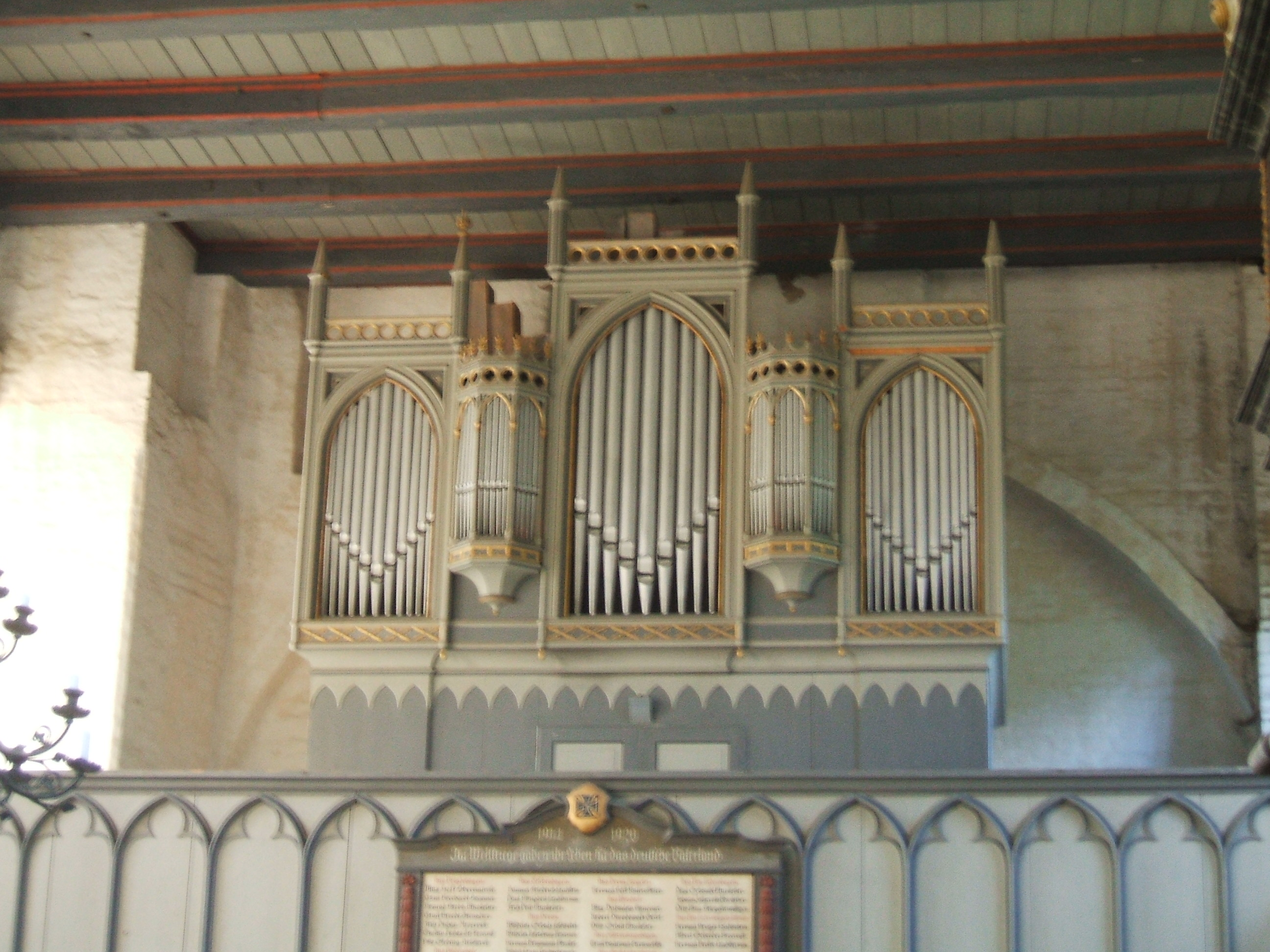
Buchholz-Orgel von 1845

Die Dorfkirche Voigdehagen im Ortsteil Voigdehagen der Hansestadt Stralsund ist ein aus dem 15. Jahrhundert stammendes Kirchengebäude, das von der evangelischen Kirche genutzt wird. Bis ins 16. Jahrhundert war sie die Mutterkirche der drei großen Stralsunder Pfarrkirchen St. Marien, St. Nikolai und St. Jakobi.
Die Backsteinkirche 22,64 m lang, 12,60 m breit und das Mauerwerk bis zur Traufe 8,20 m hoch.
Die Kirche ist umgeben von einem Friedhof.

## Geschichte

### Die Vorgängerbauten
Weil geschichtliche Quellen fehlen, ist nicht mit Sicherheit zu sagen, wann die erste Kirche in Voigdehagen genau errichtet wurde. Es gilt als sicher, dass bei der Stadtrechtsverleihung bereits Sakralbauten in Stralsund existierten. In Voigdehagen muss daher schon vor 1234 eine Kirche gestanden haben. Ob die erste Kirche als Holz-, Fachwerk- oder Feldsteinbauwerk errichtet wurde, bleibt ungeklärt. Gewiss ist, dass der unmittelbare Vorgängerbau des jetzigen Gotteshauses eine frühgotische, backsteinsichtige Kirche (um 1250) war. Bei genauerer Betrachtung der jetzigen Kirche fällt auf, dass ein etwa 6–7 m langes und 3 m hohes Teilstück aus der Nordwand aus älterer Zeit stammt und dem unmittelbaren Vorgängerbau zugeschrieben werden muss. Die dort verwendeten klosterformatigen Mauerziegel mit einer mittleren Höhe von 9,5 cm, die Wanddicke und die Fugenausbildung weisen auf eine recht frühe Bauzeit hin.

### Die heutige Kirche
Ende des 14. Jahrhunderts (um 1393) wurde die heutige Kirche errichtet. Auf einem Feldsteinsockel wurde das einschiffige Kirchengebäude aus Backstein gemauert. Das Bauwerk zeigt stilistische Verwandtschaft mit der Marienkirche in Stralsund. Wie bei dieser Kirche sind die Strebepfeiler nach innen gezogen, so dass der Außenbau flächig erscheint. Die Fenster sind mit vereinfachtem dreieckigem Abschluss versehen und sind mit senkrechten Pfosten ohne Maßwerk unterteilt.
Die baugeschichtlichen Quellen beginnen im 17. Jahrhundert mit einer Zustandsbeschreibung der desolaten Kirche nach dem 30-jährigen Krieg. Fenster, Gestühl, Kanzel und Altar waren zerstört, die Schalung und die Holzspon Decke des Kirchturms abgedeckt. Doch bereits während des Krieges konnte 1645/1646 der Turm wieder aufgebaut werden. Heute ist von einem Turm nichts mehr zu sehen.
Trotz erneut starker Kriegszerstörungen in den Jahren 1711–1714 konnte die Kirche durch Eigenleistungen und Spenden, unter anderem für neue Fensterluchten im Chorbereich, bald wieder genutzt werden.
Die Kirche verfügt über eine Holzbalkendecke. Die halbrund ausgeführten Wandabschlüsse circa einen Meter unter der Decke lassen vermuten, dass die Kirche ursprünglich ein Kreuzrippengewölbe erhalten sollte. Der Haupteingang befand sich ursprünglich im Westen. Heute geht er nach Süden direkt auf den angrenzenden Friedhof hin. Im Norden schließen sich ein aus dem 19. Jahrhundert stammender eingeschossiger Anbau mit Sakristei an. Bis vor wenigen Jahren stand dort auch die Grabkapelle der Familie Wulfcrona, einer bekannten Weinhändlerfamilie in Stralsund. Die Kapelle wurde mittlerweile wegen Baufälligkeit abgerissen. Ob und wie die Sakristei saniert wird, welche stark baufällig ist, ist momentan noch in Klärung.
Von den drei Außenportalen sind nur noch das südliche und das nördliche in Funktion. Das spitzbogige Südportal blieb bis auf kleine Reparaturspuren im oberen Bogenbereich original erhalten.

## Ausstattung
Aus dem Mittelalter ist nur wenig Inventar erhalten geblieben. Das Gestühl der Kirche stammt etwa aus der Zeit um 1815. Das Kastengestühl des Chorbereichs und der Kanzelkorb sind durch Schmuckleisten aus Surrogat mit Köpfen und Ornamenten am oberen Rahmen und durch marmorierte Füllungen besonders hervorgehoben.
Der Korb der Kanzel stammt ebenfalls aus dem 19. Jahrhundert, deren Schalldeckel mit einer Darstellung der Dreifaltigkeit allerdings schon aus dem 17. Jahrhundert stammt. Im Jahr 1698 wurde der Altar errichtet, der u. a. das Abendmahl, die Kreuzigung und die Himmelfahrt zeigt.

### Taufstein
Die schlichte mittelalterliche Kalksteinfünte, wahrscheinlich aus dem Vorgängerbau des 13. Jahrhunderts stammend, steht heute kaum wahrnehmbar in der Südwestecke neben der Wendeltreppe zum Dachboden. Der Taufstein hat einen oberen Durchmesser von 0,76 m. Der Fuß der Taufsteins ist etwa 1,20 m hoch und wurde Anfang des 20. Jahrhunderts für den kaputten Vorgänger erbaut.
In der Kirche gibt es zudem ein hölzernes Taufbecken, dessen Messingschale fehlt.

### Mittelalterliche Innenfundamente
An der Südost- und Nordwestseite des Innenraumes wurden im Jahre 2015 zwei Feldsteinfundamente freigelegt, welche durch ihre Grundfläche und Ausrichtung nach Osten vermutlich ehemaligen Seitenaltären zuzuordnen sind.

### Patronatsloge
Die Patronatsloge gegenüber der Kanzel stammt aus dem Jahr 1725. Die höher als die Kanzel liegende Loge wurde von den schwedischen Herren genutzt, die in Stralsund, das damals zu Schwedisch-Pommern gehörte, wohnten. Das damalige Wappen der Stadt Stralsund (mit schwedischem Löwen und pommerschem Greif, das Wappen Stralsunds haltend) sowie zwei Wappen unbekannter Herkunft schmücken das in der Werkstatt von Elias Keßler gefertigte Gestühl. Rechts neben der Loge führt eine kleine Tür zur Sakristei.

### Buchholz-Orgel
Die Orgel auf der Orgelempore gegenüber dem Altar stammt aus dem Jahr 1846 und wurde vom Orgelbaumeister Carl August Buchholz gefertigt. Sie verfügt über zwei Manuale und 15 Register und ist damit für eine Dorfkirche ungewöhnlich groß. Die Orgel wird heute mit einem elektrischen Blasebalg betrieben. Instandsetzungen erfolgten 1936 und 1953. Durch die Dresdner Orgelbau und Restaurierungswerkstatt Rainer Wolter wurde das Instrument von 2003 bis 2006 generalüberholt und instand gesetzt.
Von 2018 bis 2020 wurde sie durch die Orgelbaufirma Scheffler grundlegend restauriert. Gleichzeitig wurde der Orgelprospekt durch den Stralsunder Restaurator Leonard John gereinigt und ergänzt.
Disposition:
1. Manual
Bourdon 16'
Principal 8'
Rohrflöte 8'
Octava 4'
Spitzflöte 4'
Quinta 22/3'
Superoctava 2'
Progreßio harmonica 2-3f.
Manual Copula

2. Manual
Viola di Gamba 8'
Gedact 8'
Flauto dolce 4'

Pedal
Subbaß 16'
Violone 8'
Principal 4'
Posaune 16'
Pedal Copula

### Grabplatte für Wulfhard Lüdershagen
Die aus gotländischem Kalkstein etwa um 1320 gefertigte Grabplatte wurde 2011 unter der Orgelempore der Voigdehäger Kirche freigelegt und gilt als die älteste ihrer Art im Stralsunder Stadtgebiet. Das untere Teilstück der trapezförmigen 133 × 72 × 6,5 cm großen Platte fehlt leider.

### Glockenstuhl und Glocken
Ein Vorgängerbau des heutigen Glockenstuhls befand sich wahrscheinlich am Platz des heutigen, aus Holz gefertigten Vorbaus, der den Glockenstuhl birgt. Sichtbare Reste am Mauerwerk, sowie eingeschlagene Eisennägel dort, lassen die Form dieses Vorgängerbaus vermuten.
Die älteste noch existierende Glocke der Voigdehäger Kirche ist nicht mehr in Funktion, sondern befindet sich im Stralsund Museum. Gegossen wurde die wertvolle Bronzeglocke mit einem unteren Durchmesser von 102 cm und einer Höhe von 56 cm im Jahr 1655 vom Stralsunder Meister Adam Lehmeyer. 1917 wurde die kleinere Glocke vermutlich zu Kriegszwecken eingeschmolzen.
Das jetzige Geläut besteht aus drei Bronzeglocken (große Glocke, Durchmesser 106 cm, mittlere Glocke 91 cm, kleine Glocke 70 cm), die in den Jahren 1998/1999 von der Heilbronner Firma A. Bachert gegossen und montiert wurden.
Eine Glocke läutet jeden Abend um 17:55 Uhr für fünf Minuten den Abend ein. Am Sonntag, zu Gottesdiensten, läuten dann zwei Glocken. Alle Glocken zusammen läuten nur an hohen kirchlichen Feiertagen wie an Ostern, dem Reformationstag oder an Weihnachten. Vor dem heutigen Eingang der Kirche stehen drei alte Glocken der Kirche. Der Glockenstuhl wurde 1997 neu hergerichtet, verfiel allerdings schnell und wurde baufällig. Der heutige Glockenstuhl wurde 2016 geschaffen und ist abgeschlossen in seiner Form, so dass die Glocken nicht mehr sichtbar sind.

## Pfarrhaus
Nach der Reformation hatten Voigdehagens Geistliche den Stand eines evangelischen Dorfpfarrers und ab 1928 (nach der Eingemeindung zu Stralsund) den eines Stadtpfarrers. Der letzte ansässige Ortspfarrer verließ 1981 altersbedingt das Pfarrhaus.
Das Pfarrhaus wurde in den Jahren 1988 bis 1991 saniert und dient heute als privates Wohnhaus. Im Jahr 2001 wurde die Kirchengemeinde Voigdehagen mit der Gemeinde der Stralsunder Friedenskirche vereint. Seit 2006 gehören die Voigdehäger der evangelischen Kirchengemeinde Heilgeist-Voigdehagen an und feiern ihre Gottesdienste zu besonderen Anlässen auch weiterhin in Voigdehagen.

## Pfarrer und Gemeinde

### Pfarrer
In dieser Tabelle befinden sich die Pfarrer zur Kirche in Voidgehagen vom Mittelalter bis 1981.
| Zeit      | Pfarrer                                                           |
| --------- | ----------------------------------------------------------------- |
| 1296–1324 | Otto Slore                                                        |
| 1386–1403 | Mathias Zolewede                                                  |
| 1401– ?   | Mathias Schwede                                                   |
| 1401– ?   | Magister Johann Bortzaw                                           |
| um 1421   | Johannes von der Henda                                            |
| 1420–1442 | Bernd Moltzan                                                     |
| 1452–1464 | Rektor Heinrich Vos                                               |
| 1464–1480 | Magister Hermann Slupwachter                                      |
| um 1510   | Johannes Scheele                                                  |
| 1512–1518 | Reimar Hane                                                       |
| 1518–1520 | Christoffer von Pommern                                           |
| 1520–1525 | Hippolyt Steinwer                                                 |
| 1521–1525 | Vizepfarrer Michael Carstens                                      |
| um 1550   | Nicolaus Saleske                                                  |
| 1551– ?   | Joachim Home                                                      |
| um 1560   | Martin Heithusen                                                  |
| 1568–1592 | Jacob Mader                                                       |
| 1592–1633 | Balthasar Wüstenberg                                              |
| 1637–1640 | Vakanzzeit: Vertretung durch Jakob Liefer, Pfarrer von Steinhagen |
| 1640      | Johannes Vulpius                                                  |
| 1640–1643 | Jakob Liefer                                                      |
| 1643–1671 | Johannes Vulpius                                                  |
| 1672–1701 | Albertus Alberti                                                  |
| 1702–1716 | Philipp Christoph Spalckhaver                                     |
| 1716–1737 | Johann Theophilus Weigel                                          |
| 1738–1758 | Joachim Christian Warneke Schwiegersohn des Alberts Alberti       |
| 1759–1776 | Paul Martin Droysen                                               |
| 1776–1820 | Friedrich Susemihl                                                |
| 1821–1829 | August Heinrich Christian Schultz                                 |
| 1830–1850 | Gustav Adolph Illies                                              |
| 1851–1884 | Friedrich Philipp Eichstädt                                       |
| 1885–1889 | Wilhelm Hardrat                                                   |
| 1889–1925 | Johannes Friedrich Ernst Palmgren                                 |
| 1925–1929 | Ernst Paul Johannes Meinhold                                      |
| 1931–1938 | Gottfried Schmidt                                                 |
| 1941–1945 | Friedrich Wilhelm Ballke                                          |
| 1945–1949 | Karl Berthold Konrad Brandstäter                                  |
| 1951–1956 | Gernot Franz Wittenberg                                           |
| 1959–1981 | Ekkehard Strutz                                                   |

### Gemeinde
Die Kirche in Voigdehagen wird nicht mehr regelmäßig zu Gottesdiensten genutzt. Die Gemeinde schloss sich im Jahr 2001 mit der Stralsunder Friedenskirche zur Gemeinde Voigdehagen-Frieden im Kirchenkreis Stralsund der Pommerschen Evangelischen Kirche zusammen. Seit dem Jahr 2006 geht die Gemeinde mit der Gemeinde Jakobi-Heilgeist zusammen, seit 2012 gehört sie zum Pommerschern Evangelischen Kirchenkreis in der Evangelisch-Lutherischen Kirche in Norddeutschland.

## Bilder

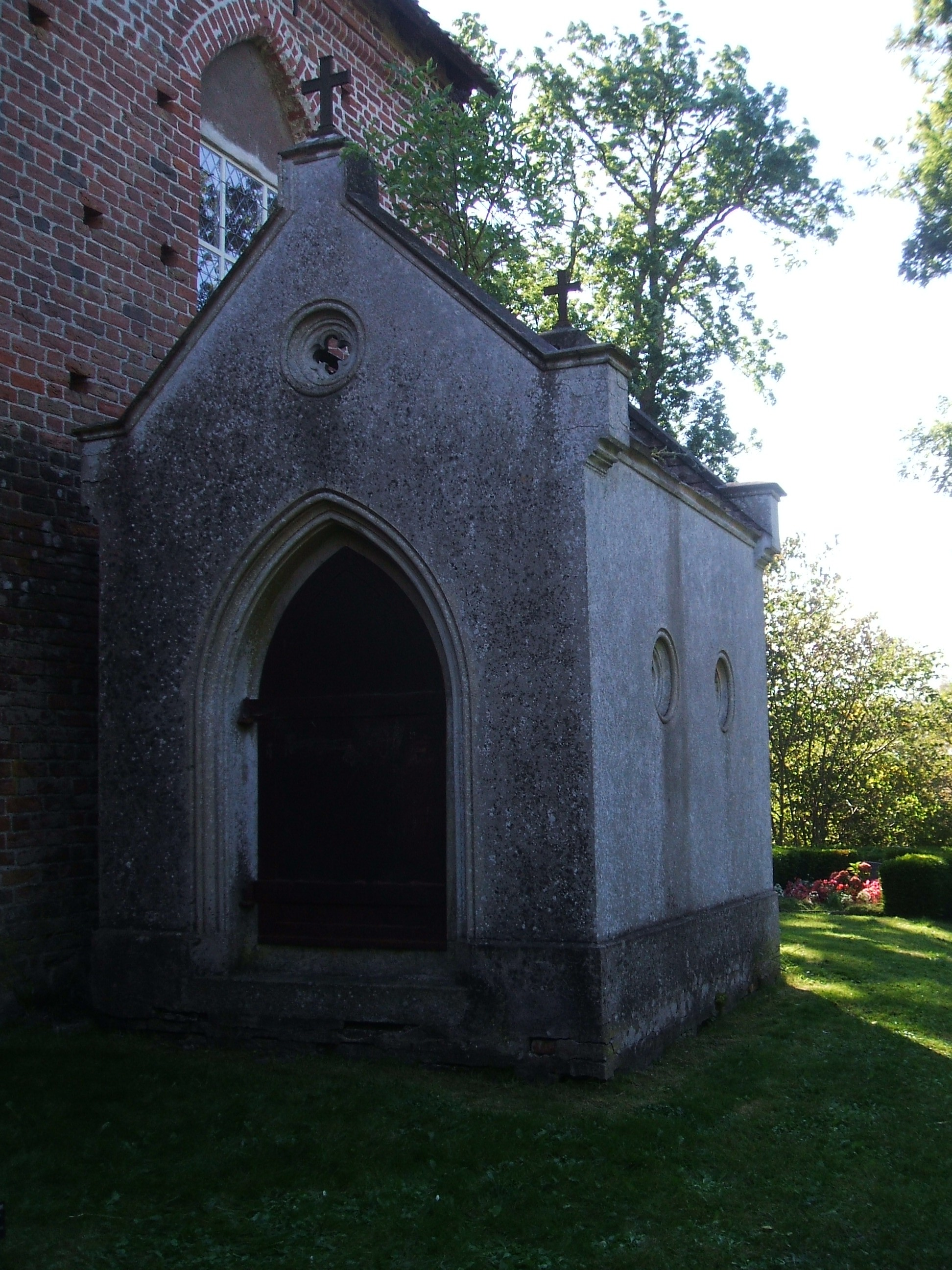
Wulfcronasche Grabkapelle (2007)
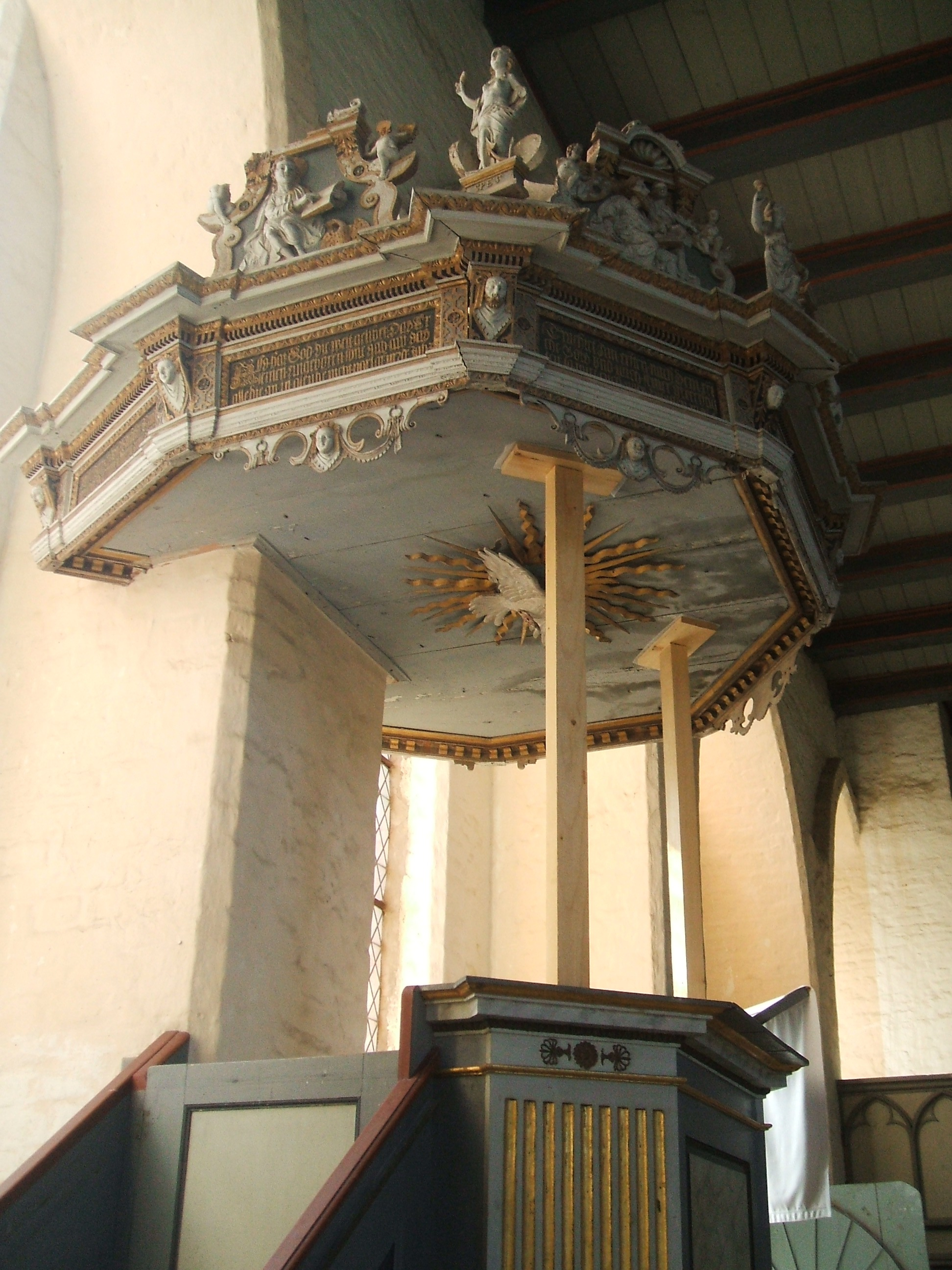
Korb und Schalldeckel der Kanzel (2007)
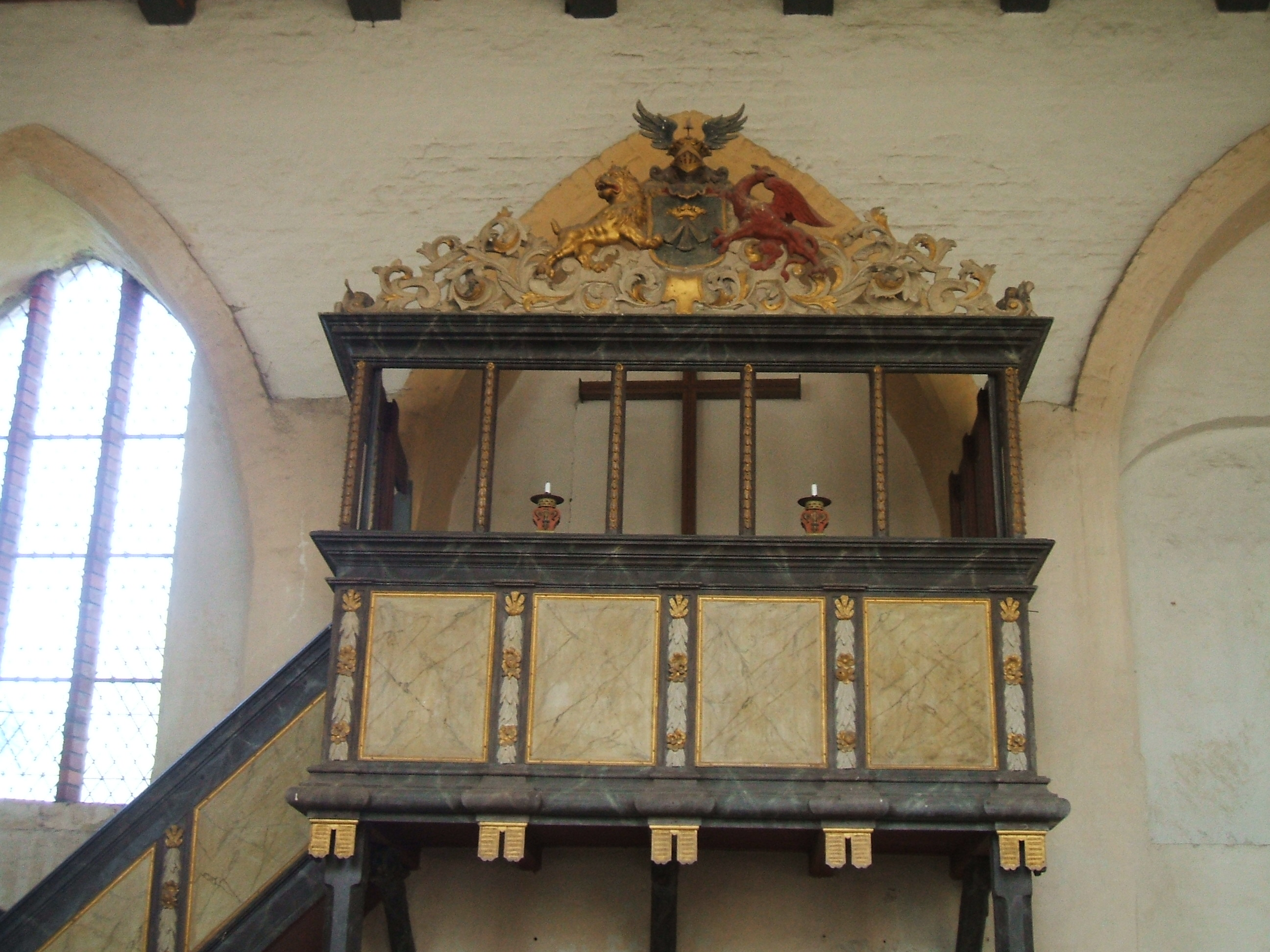
Schwedische Patronatsloge